# Пиала, Морис
Морис Пиала (фр. Maurice Pialat; 31 августа 1925, Кунлат, Пюи-де-Дом, Франция — 11 января 2003, Париж) — французский кинорежиссёр, сценарист, актёр, известный строгим и несентиментальным стилем своих фильмов. Его работы часто называют «реалистичными», хотя многие кинокритики признают, что они не соответствуют традиционному определению реализма.

## Биография

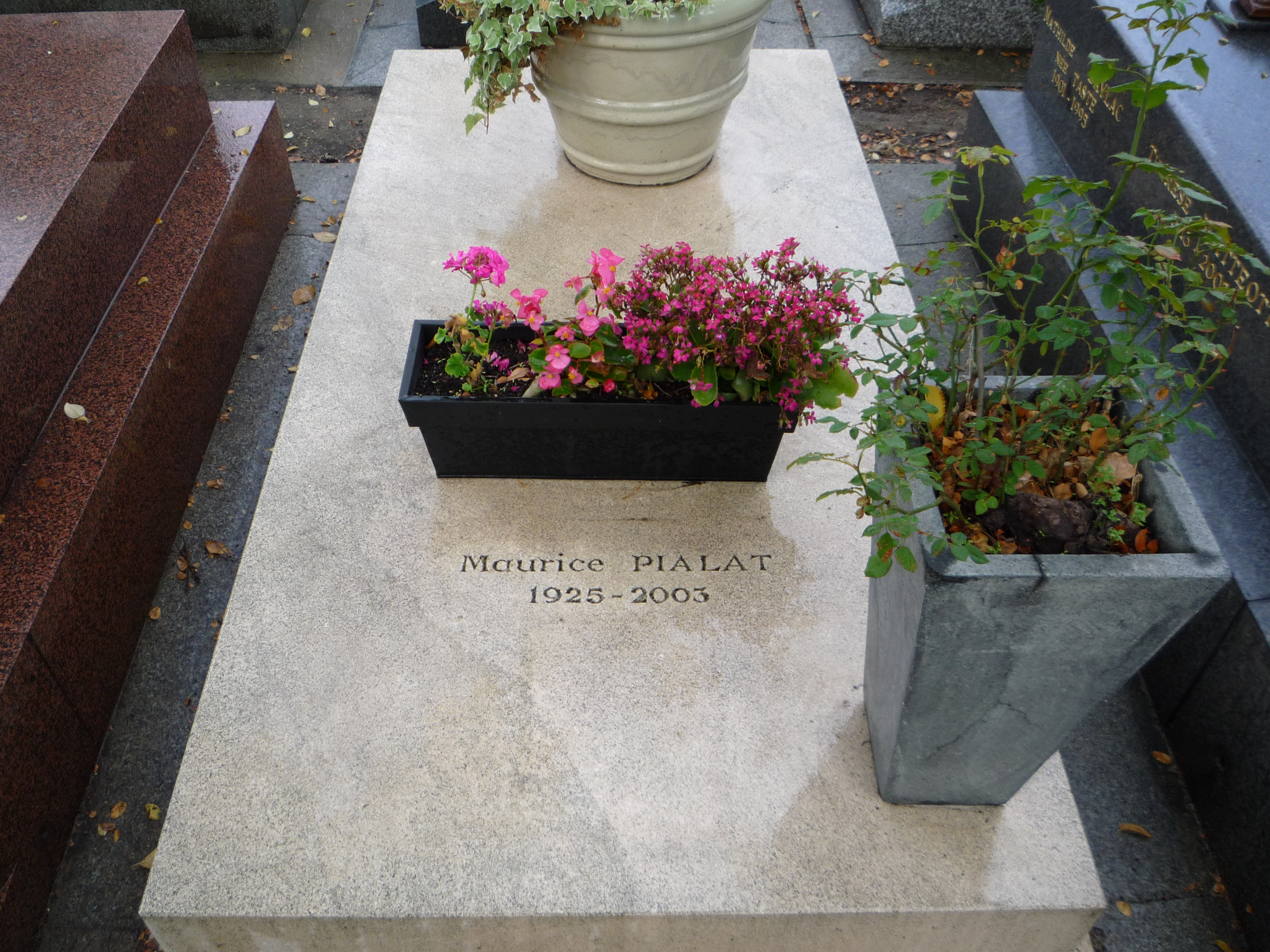
Могила Мориса Пиала на кладбище Монпарнас

Пиала родился в Кунла, Пюи-де-Дом, Франция. Сначала Пиала хотел стать художником, но не добился успеха на этом поприще. В 1960 году снял первый короткометражный фильм, «„Любовь существует“» (фр. «L’amour existe»), но уже с 16 лет пытался что-то снимать на собственную камеру.
Первый полнометражный фильм Пиала поставил только в 1968 году, когда ему было уже 43 года. Это был фильм «Обнажённое детство», одним из продюсеров которого стал лидер французской «Новой волны» Франсуа Трюффо. За «Обнажённое детство» Пиала получил Приз Жана Виго. Всего Пиала успел поставить только 10 полнометражных картин. Четырежды его фильмы попадали в основной конкурс Каннского кинофестиваля, причём в 1987 лента «Под солнцем Сатаны» завоевала там главный приз — «Золотую пальмовую ветвь».
В посмертной статье, написанной для французского киножурнала Positif, критик Ноэль Эрпе назвал стиль Пиала «натурализмом, который родился из формализма». В англоязычной кинокритике его часто сравнивают с его американским современником Джоном Кассаветисом.

## Фильмография
- 1968 — Обнажённое детство / L’Enfance Nue
- 1972 — Мы не состаримся вместе / Nous ne vieillirons pas ensemble
- 1974 — Мои первые увлечения/ Mes petites amoureuses (Жан Эсташ)
- 1974 — Открытая пасть / La Gueule ouverte
- 1979 — Сперва получи аттестат / Passe ton bac d’abord
- 1980 — Лулу / Loulou
- 1983 — За наших любимых / À nos amours
- 1985 — Полиция / Police
- 1987 — Под солнцем Сатаны / Sous le soleil de Satan
- 1991 — Ван Гог / Van Gogh
- 1995 — Сорванец / Le Garçu